# Reynoldsia lanutoensis
Reynoldsia lanutoensis là một loài thực vật có hoa trong Họ Cuồng cuồng. Loài này được Hochr. miêu tả khoa học đầu tiên năm 1925.